# Zimske olimpijske igre 2006
Zimske olimpijske igre 2006, znane tudi kot XX. zimske olimpijske igre, so potekale v Torinu, Italiji od 10. do 26. februarja 2006. Italija je tokrat drugič gostila zimske olimpijske igre, prvič v Cortini d'Ampezzo leta 1956 in tretjič skupaj s poletnimi olimpijskimi igrami v Rimu leta 1960. Torino je z 900.000 prebivalci postal največje mesto, ki je gostilo zimske olimpijske igre, predtem je leta 1988, s 600.000, bil Calgary, Kanada. Posebej so bili poostreni varnostni ukrepi, zaradi strahu pred terorizmom po spornih karikaturah Mohameda Jyllands-Postena. Predstavili sta se dve novi disciplini, in sicer ekipno zasledovanje v hitrostnem drsanju in deskarski kros v deskanju na snegu. Slogan iger je bil Passion lives here (Strast živi tukaj).

## Izbira gostitelja
Torino je bil za gostitelja izbran leta 1999. Na glasovanju je v zadnjem krogu premagal Sion, Švica, s 53 glasovi proti 36. Glasovanje je potekalo po novih pravilih, ki jih je MOK sprejel po korupcijskih škandalih, ki so pretresali glasovanji ob izboru gostiteljev za leti 1998 in 2002.
Od kar imajo člani MOK prepoved obiska mest, ki kandidirajo (da bi zmanjšali možnost podkupnin), so glasovali za poseben selekcijski kolegij, ki je izbral finaliste glede na predstavitev mest. MOK je nato glasoval za mesta, ki so prišla v finale. Kljub kandidaturi šestih mest, so 19. junija leta 1999 v Seulu, Koreja izbrali samo 2 finalista, Sion in Torino. Izpadla so mesta Helsinki, Finska; Poprad-Tatry, Slovaška; Zakopane, Poljska in Celovec, Avstrija (ki je kandidiral za olimpijado treh dežel, pri organizaciji naj bi namreč sodelovali še Slovenija in Italija).
Izbor Torina je bilo presenečenje, saj je bil Sion velik favorit. Mediji špekulirajo, da se je glasovalo za Torino zaradi izkušenosti italijanskih pogajalcev, porazu Rima v finalu proti Atenam za gostitev poletnih olimpijskih iger 2004, razlike med številoma prebivalcev mest (Torino 900.000, Sion 27.000) ter zoper korupijskemu škandalu v katerem so bili deležni tudi Švicarji.

## Maskota
Maskoti sta bili Neve (ita. sneg), ljubezniva in prijazna deklica v obliki snežene kepe in Gliz (ita. led), živahen in nagajiv deček v obliki ledene kocke. Njuni obliki in imeni spominjata na dva ključna elementa zimskih športov, sneg in led. Skupaj predstavljata glavne italijanske in olimpijske lastnosti: prijateljstvo, navdušenje, zvestobo, zabavo in inovativnost.

## Olimpijske vasi
- Bardonecchia
- Sestriere
- Torino

## Prizorišča
- Prizorišča olimpijskih tekem
  - Torino
    - Oval Lingotto - hitrostno drsanje
    - Torino Esposizioni - hokej na ledu
    - Palasport Olimpico - hokej na ledu
    - Stadio Olimpico - otvoritvena in zaključna slovesnost
    - Palavela - umetnostno drsanje in hitrostno drsanje na kratke proge

  - Bardonecchia - tekmovanja v deskanju na snegu.
  - Cesana
    - Cesana Pariol - tekmovanja v bobu, skeletonu in sankanju.
    - Cesana San Sicario - tekmovanja v biatlonu in alpskem smučanju.

  - Pinerolo - tekmovanja v curlingu.
  - Pragelato - tekmovanja v smučarskih tekih, smučarskih skokih in nordijski kombinaciji.
  - Sauze d'Oulx - tekmovanja v akrobatskem smučanju.
  - Sestriere - tekmovanja v alpskem smučanju.

- Uradni olimpijski poligoni za trening
  - Chiomonte
  - Claviere
  - Prali
  - Alpe Lusentino - Domodossola
  - Riale - Formazza
- Olimpijsko trenažno mesto
  - Torre Pellice

## Olimpijske discipline
| - Akrobatsko smučanje - Alpsko smučanje - Biatlon - Bob - Curling - Deskanje na snegu - Hitrostno drsanje - Hitrostno drsanje na kratke proge |  | - Hokej na ledu - Nordijska kombinacija - Sankanje - Skeleton - Smučarski skoki - Smučarski teki - Umetnostno drsanje |

## Rezultati
(poudarjena je država gostiteljica)
| XX. zimske olimpijske igre                    |              |       |        |      |        |
| Mesto                                         | Država       | Zlato | Srebro | Bron | Skupno |
| 1                                             | Nemčija      | 11    | 12     | 6    | 29     |
| 2                                             | ZDA          | 9     | 9      | 7    | 25     |
| 3                                             | Avstrija     | 9     | 7      | 7    | 23     |
| 4                                             | Rusija       | 8     | 6      | 8    | 22     |
| 5                                             | Kanada       | 7     | 10     | 7    | 24     |
| 6                                             | Švedska      | 7     | 2      | 5    | 14     |
| 7                                             | Južna Koreja | 6     | 3      | 2    | 11     |
| 8                                             | Švica        | 5     | 4      | 5    | 14     |
| 9                                             | Italija      | 5     | 0      | 6    | 11     |
| 10                                            | Francija     | 3     | 2      | 4    | 9      |
| 10                                            | Nizozemska   | 3     | 2      | 4    | 9      |
| Več: medalje na XX. zimskih olimpijskih igrah |              |       |        |      |        |

### Športniki z največ zlatimi medaljami
- Ahn Hyun Soo ( Južna Koreja, hitrostno drsanje na kratke proge): 3 zlate medalje
- Jin Sun-Yu ( Južna Koreja, hitrostno drsanje na kratke proge): 3 zlate medalje
- Michael Greis ( Nemčija, biatlon): 3 zlate medalje

### Športniki z največ medaljami
- Cindy Klassen ( Kanada, hitrostno drsanje): 5 medalj (1 zlato, 2 srebra, 2 brona)
- Ahn Hyun Soo ( Južna Koreja, hitrostno drsanje na kratke proge): 4 medalje (3 zlata, 1 bron)

### Slovenski športniki uvrščeni med deseterico
- Petra Majdič (smučarski teki): 6. mesto (10 km klasično) in 8. mesto (1,1 km šprint)
- Andreja Mali, Dijana Grudiček, Tadeja Brankovič in Teja Gregorin (biatlon): 6. mesto (4 x 6 km štafeta)
- Dejan Košir (deskanje na snegu): 6. mesto (paralelni veleslalom)
- Rok Flander (deskanje na snegu): 7. mesto (paralelni veleslalom)
- Ana Drev (alpsko smučanje): 9. mesto (veleslalom)
- Jernej Damjan, Primož Peterka, Rok Benkovič in Robert Kranjec (smučarski skoki): 10. mesto (ekipno)
- Janez Marič, Janez Ožbolt, Klemen Bauer in Matjaž Poklukar (biatlon): 10. mesto (4 x 7,5 km štefeta)

## Koledar dogodkov
| ● | Otvoritvena/zaključna slovesnost | ● | Kvalifikacijsko tekmovanje | ● | Finalno tekmovanje | ● | Ekshibicijska gala |

| Februar                           | 10. | 11. | 12. | 13. | 14. | 15. | 16. | 17. | 18. | 19. | 20. | 21. | 22. | 23. | 24. | 25. | 26. |
| --------------------------------- | --- | --- | --- | --- | --- | --- | --- | --- | --- | --- | --- | --- | --- | --- | --- | --- | --- |
| Slovesnosti                       | ●   |     |     |     |     |     |     |     |     |     |     |     |     |     |     |     | ●   |
| Akrobatsko smučanje               |     | ●   |     |     |     | ●   |     |     |     |     | ●   | ●   | ●   | ●   |     |     |     |
| Alpsko smučanje                   |     |     | ●   |     | ●   | ●   |     | ●   | ●   |     | ●   |     | ●   |     | ●   | ●   |     |
| Biatlon                           |     | ●   |     | ●   | ●   |     | ●   |     | ●   |     |     | ●   |     | ●   |     | ●   |     |
| Bob                               |     |     |     |     |     |     |     |     | ●   | ●   | ●   | ●   |     |     | ●   | ●   |     |
| Curling                           |     |     |     |     |     |     |     |     |     |     |     |     |     | ●   | ●   |     |     |
| Deskanje na snegu                 |     |     | ●   | ●   |     |     | ●   | ●   |     |     |     |     | ●   | ●   |     |     |     |
| Hitrostno drsanje                 |     | ●   | ●   | ●   | ●   | ●   | ●   |     | ●   | ●   |     | ●   | ●   |     | ●   | ●   |     |
| Hitrostno drsanje na kratke proge |     |     | ●   |     |     | ●   |     |     | ●   |     |     |     | ●   |     |     | ●   |     |
| Hokej na ledu                     |     |     |     |     |     |     |     |     |     |     | ●   |     |     |     |     | ●   | ●   |
| Nordijska kombinacija             |     | ●   |     |     |     | ●   | ●   |     |     |     |     | ●   |     |     |     |     |     |
| Sankanje                          |     | ●   | ●   | ●   | ●   | ●   |     |     |     |     |     |     |     |     |     |     |     |
| Skeleton                          |     |     |     |     |     |     | ●   | ●   |     |     |     |     |     |     |     |     |     |
| Smučarski skoki                   |     | ●   | ●   |     |     |     |     | ●   | ●   |     | ●   |     |     |     |     |     |     |
| Smučarski teki                    |     |     | ●   |     | ●   |     | ●   | ●   | ●   | ●   |     |     | ●   |     | ●   |     | ●   |
| Umetnostno drsanje                |     | ●   |     | ●   | ●   |     | ●   | ●   |     | ●   | ●   | ●   |     | ●   |     |     |     |
| Februar                           | 10. | 11. | 12. | 13. | 14. | 15. | 16. | 17. | 18. | 19. | 20. | 21. | 22. | 23. | 24. | 25. | 26. |

## Dogodki
Prvič v zgodovini zimskih olimpijskih iger je medaljo osvojila Latvija, Kanadčan Duff Gibson je z 39. leti postal najstarejši nosilec zlate olimpijske medalje in Američan Shani Davis prvi črnec, ki je osvojil zlato na posamični tekmi.
Tekmovalo je rekordnih 2508 športnikov, ki so prav tako iz rekordnih 26. držav osvojili kolajno. Avstrijci so prevladovali v alpskem smučanju, osvojili so kar 14 od 30 podeljenih medalj, prav tako je Južna Koreja osvojila 10 od 24. medalj v hitrostnem drsanju na kratke proge, predvsem sta blestela Sun-Yu Jin, ki je osvojila 3 zlate medalje in Hyun-Soo Ahn, ki je osvojil 3 zlata in bron. Nosilec treh odličij je bil tudi nemški biatlonec Michael Greis. Hitrostna drsalka Cindy Klassen je skupno osvojila 5 medalj v šestih tekmovalnih disciplinah in Claudia Peschstein zlato in srebro ter postala prva športnica, ki je v karieri skupno osvojila 9 olimpijskih medalj v hitrostnem drsanju na zimskih olimpijskih igrah. V smučarskih tekih je trener Norveške Bjørnar Håkensmoen pokazal pravo športnost, saj je, ko si je Kanadčanka Sara Renner zlomila palico, posodil svojo, ki je bila sicer 12 cm predolga, in tako omogočil kanadski ekipi, da je osvojila srebro v ekipnem šprintu in preprečil kolajno Norveški, ki se je uvrstila na 4. mesto.
Slovenski tekmovalci niso uspeli poseči po kolajnah, najbližja je bila Petra Majdič, ki je na 15 km dvojnem zasledovanju po prvih 7,5 km bila vodilna, vendar je v drugi polovici v prosti tehniki izgubila vodstvo in končala na 11. mestu, prav tako jo je do kolajne na 10 km klasično ločilo slabih 10 sekund. Bilo je nekaj razočaranj in presenečenj, predvsem so razočarali smučarski skakalci, ki so se komajda uvrstili med trideseterico, tudi favoritinji Tini Maze ni uspela uvrstitev med deseterico.

## Države udeleženke
Glej tudi: Slovenija na Zimskih olimpijskih igrah 2006
Rekordno število osemdesetih držav udeleženk je nastopalo na zimskih olimpijskih igrah 2006, kar je za 3 več, kot na zimskih olimpijskih igrah leta 2002.
Slovenija se je iger udeležila z 42 športniki. Zastavonoša je bila biatlonka Tadeja Brankovič.
| - Albanija (1) - Alžirija (2) - Ameriški Deviški otoki (1) - Andora (3) - Argentina (9) - Armenija (5) - Avstralija (40) - Avstrija (85) - Azerbajdžan (2) - Belgija (4) - Belorusija (28) - Bermudi (1) - Bolgarija (21) - Bosna in Hercegovina (6) - Brazilija (10) - Ciper (1) - Češka (85) - Čile (9) - Danska (5) - Estonija (22) | - Etiopija (1) - Finska (102) - Francija (89) - Grčija (5) - Gruzija (3) - Hongkong (1) - Hrvaška (24) - Indija (4) - Iran (2) - Irska (4) - Islandija (5) - Italija (184) - Izrael (5) - Japonska (112) - Južna Afrika (3) - Južna Koreja (40) - Kanada (196) - Kazahstan (56) - Kenija (1) - Kirgizistan (1) | - Ljudska republika Kitajska (78) - Kostarika (1) - Latvija (58) - Libanon (3) - Lihtenštajn (6) - Litva (7) - Luksemburg (1) - Madagaskar (1) - Madžarska (20) - Severna Makedonija (3) - Moldavija (7) - Monako (4) - Mongolija (2) - Nemčija (164) - Nepal (1) - Nizozemska (35) - Norveška (81) - Nova Zelandija (18) - Poljska (48) - Portugalska (1) | - Romunija (25) - Rusija (178) - San Marino (1) - Senegal (1) - Severna Koreja (6) - Slovaška (62) - Slovenija (42) - Srbija in Črna gora (6) - Španija (16) - Švedska (112) - Švica (143) - Tadžikistan (1) - Tajska (1) - Tajvan (1) - Turčija (6) - Ukrajina (53) - Uzbekistan (4) - Združeno kraljestvo (40) - Venezuela (1) - ZDA (211) |

Prvič so se iger udeležile:
- Albanija  (1, alpsko smučanje)
- Etiopija  (1, smučarski teki)
- Madagaskar  (1, alpsko smučanje)

### Uradne strani
- Uradna stran iger v angelščini Arhivirano 2005-10-27 na Wayback Machine., francoščini Arhivirano 2004-08-30 na Wayback Machine., italijanščini
- Mednarodni olimpijski komite o olimpijskih igrah v Torinu
- Mesto Torino v angleščini Arhivirano 2015-02-22 na Wayback Machine., francoščini Arhivirano 2006-01-10 na Wayback Machine., nemščini Arhivirano 2006-01-10 na Wayback Machine. italijanščini, španščini Arhivirano 2011-06-06 na Wayback Machine.

### Novice
- Arhiv novic SiOL Sportal Arhivirano 2007-02-16 na Wayback Machine.
- Arhiv novic RTV Slovenije